# Hamelin Polska
Hamelin Polska Sp. z o.o. – producent artykułów szkolnych i biurowych. Przedsiębiorstwo powstało w Warszawie w 1989 roku. 
Spółka należy do francuskiego koncernu Hamelin.

## Historia
- 1989 − utworzenie spółki TOP 2000 w Warszawie z kapitałem w całości polskim.
- 1995 − przedsiębiorstwo kupiło budynki upadłych Zakładów Celulozy we Włocławku i rozpoczęło produkcję produkcję papieru oraz zeszytów szkolnych.
- 2005 − spółka TOP 2000 stała się częścią francuskiego koncernu papierniczego Grupy Hamelin, największego w Europie producenta artykułów papierniczych do szkoły i do biura[1].
- 2011 − w wyniku połączenia trzech spółek należących do grupy Hamelin (Bantex Poland, Canson Polska i TOP 2000 Hamelin), powstała spółka Hamelin Polska Sp. z o.o.
- 2025 – w wyniku przejęcia przez koncern Hamelin grupy Pelikan spółka przejęła dystrybucję marek Herlitz i Pelikan.

## Marki
Przedsiębiorstwo oferuje szeroki asortyment artykułów szkolnych i biurowych pod markami: 
- Oxford
- Pelikan
- Herlitz
- TOP 2000
- Bantex
- Unilux